# Matej Mohorič
Matej Mohorič (n. 19 octombrie 1994, Kranj, Comuna urbană Kranj, Slovenia) este un ciclist profesionist sloven care participă la curse de șosea, și concurează pentru echipa UCI WorldTeam Team Bahrain Victorious. Mohorič a devenit profesionist în 2014. Este campionul sloven de ciclism pe șosea în 2018 și 2021.

## Rezultate în Marile Tururi

### Turul Franței
4 participări
- 2019: locul 119
- 2020: locul 76
- 2021: locul 31, câștigător al etapelor a 7-a și a 19-a
- 2022:

### Turul Italiei
4 participări
- 2016: locul 98
- 2017: locul 135
- 2018: locul 30, câștigător al etapei a 10-a
- 2021: nu a terminat cursa

### Turul Spaniei
3 participări
- 2015: nu a terminat cursa
- 2017: locul 30, câștigător al etapei a 7-a
- 2020: nu a terminat cursa